# سورافنیب
سورافنیب (انگلیسی: Sorafenib) با نام تجاری «Nexavar" یک داروی بازداندهٔ کیناز که جهت درمان سرطان پیشرفتهٔ کلیه، سرطان پیشرفته و اولیهٔ کبد، و سرطان تیروئید پیشرفتهٔ مقاوم به ید رادیواکتیو بکار می‌رود.
این دارو در واقع بازدارندهٔ تعدادی از بازدارنده‌های تیروزین-کیناز از جمله گیرنده فاکتور رشد اندوتلیال عروقی، گیرنده فاکتور رشد مشتق از پلاکت و RAF کیناز (با تمایل بیشتر به c-Raf نسبت به BRAF) است و استفاده از آن، موجب القای پدیدهٔ اتوفاژی می‌شود که می‌تواند رشد سلول‌های سرطانی را مهار کند. البته این پدیده ممکن است خود منجر به بروز مقاومت دارویی شود.
عوارض شایع این دارو (با احتمال بروز بیش از ۱۰٪) عبارتند از: لنفوپنی، کاهش فسفات خون، خونریزی، فشار خون بالا، اسهال، راش، ریزش مو (در بیش از ۳۰٪ موارد)، قرمز شدنِ کف دست‌ها، خارش، اریتما، افزایش سطح آمیلاز، افزایش سطح لیپاز، خستگی، درد، تهوع و استفراغ.